# Pseudocallidium
Pseudocallidium is een kevergeslacht uit de familie van de boktorren (Cerambycidae). De wetenschappelijke naam van het geslacht werd voor het eerst geldig gepubliceerd in 1934 door Plavilstshikov.

## Soorten
Pseudocallidium omvat de volgende soorten:
- Pseudocallidium obscuriaeneum Hayashi, 1969
- Pseudocallidium violaceum Plavilstshikov, 1934